# Zoológico de Pekín
El Zoológico de Pekín (en chino:北京动物园, pinyin:běi jīng dòng wù yuán) es un jardín zoológico ubicado en el distrito Xicheng de la ciudad de Pekín, República Popular China. Ocupa un área de 89 hectáreas incluyendo los 5,6 hectáreas de los lagos y pantanos. Es uno de los zoológicos más antiguos de la China y tiene una de las mayores colecciones de animales en el país. El zoológico y el acuario cuenta con más de 450 especies de animales terrestres y más de 500 especies de animales marinos. En suma, es el hogar de 14 500 animales. Tiene más de seis millones de visitantes por año. El zoológico fue fundado en 1906 durante la Dinastía Qing. Al igual que muchos de los parques de Pekín, los terrenos del zoológico se asemejan a jardines clásicos chinos, con flores en medio del paisaje natural, incluyendo bosques densos de árboles, riachuelos, estanques y edificios históricos.
El Zoológico de Pekín es conocido por su colección de animales raros endémicos de China, incluyendo a los pandas gigantes, que son los animales más populares del zoo, el mono de nariz dorada, el tigre del sur de Asia, el ciervo de hocico blanco, el ciervo milu, el ibis nipón, el aligátor chino y la salamandra gigante de China entre otras. 
Animales en peligro de extinción: el tigre siberiano, el bos, el caballo salvaje mongol, el leopardo de las nieves, entre otros.
Animales de Megafauna: como el león, el jaguar, la pantera nebulosalos elefantes asaticos y africanosel oso polar y el Canguro entre otros.
- El zoológico no solo funciona como reclusión de animales, sino como centro de estudios de vida salvaje.

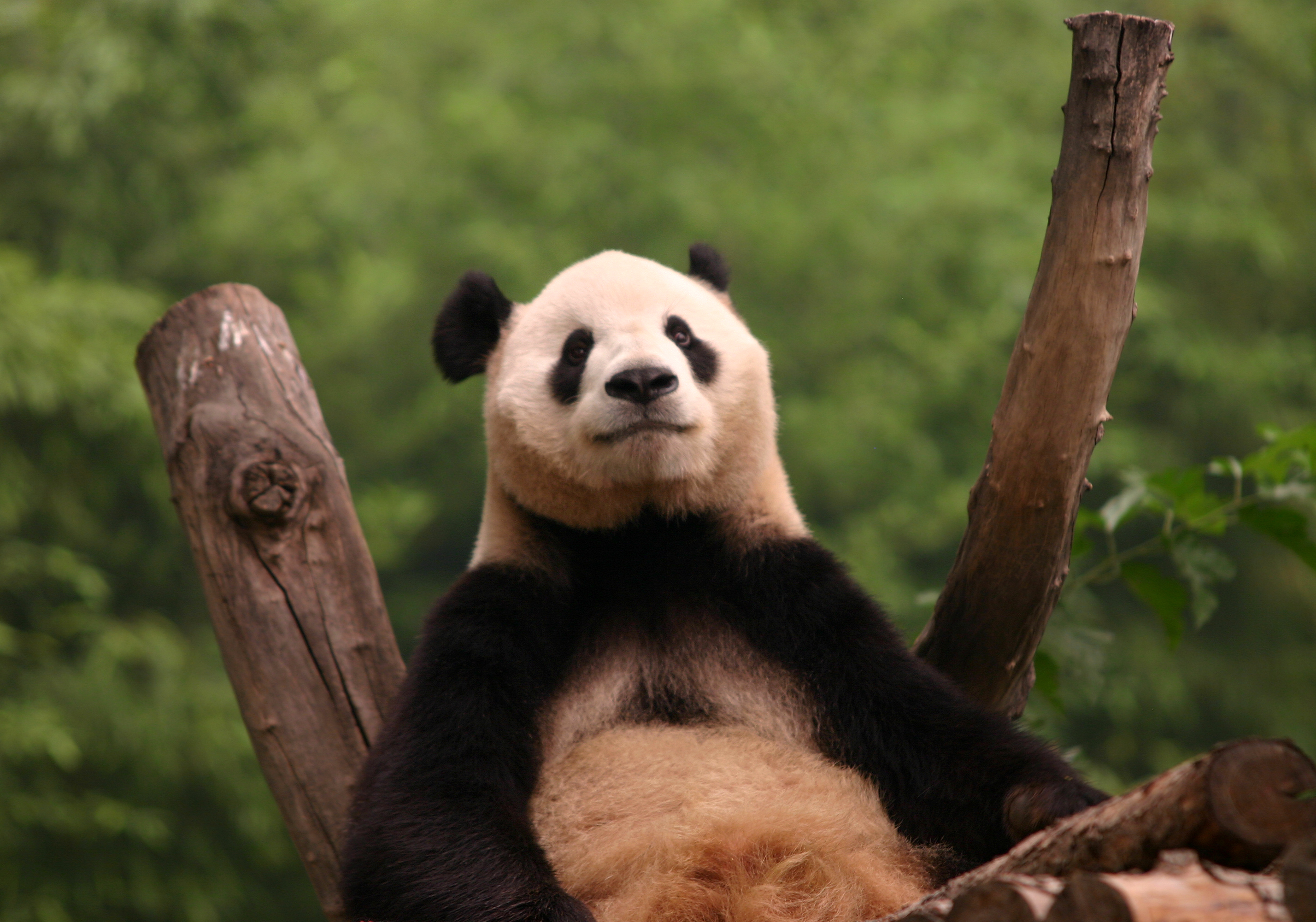
panda
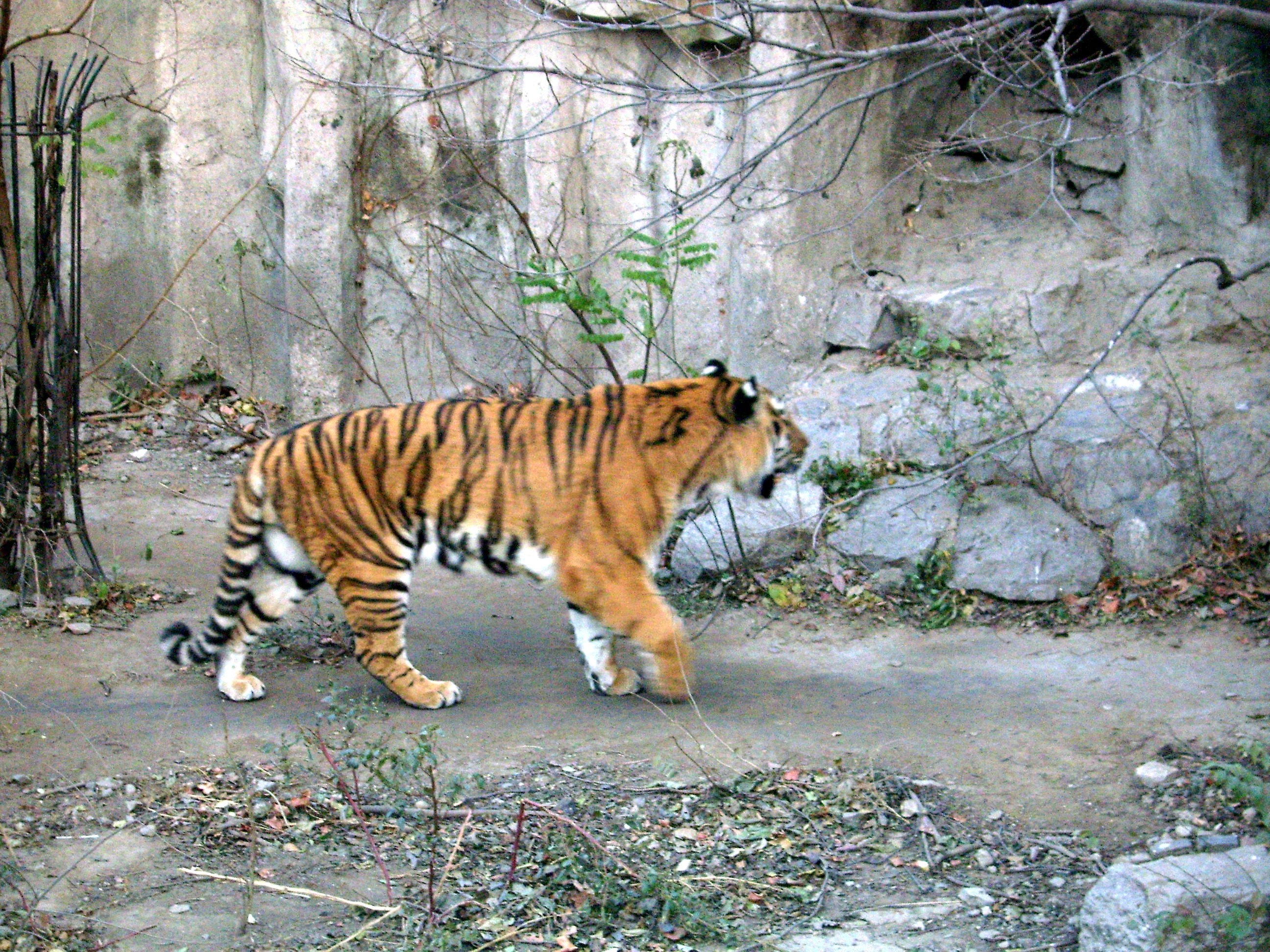
Tigre
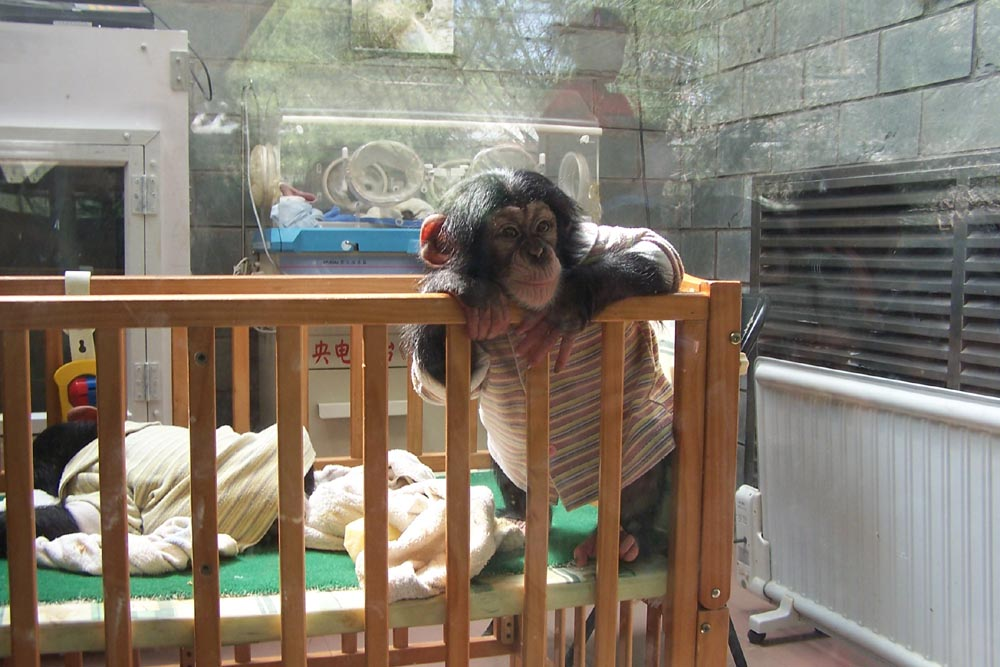
Chimpancé
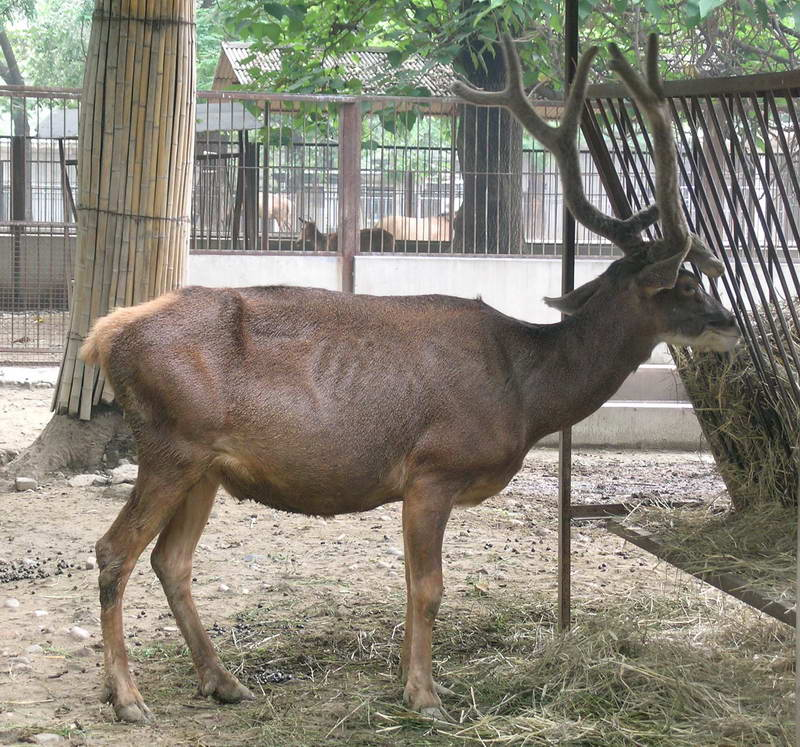
venado de cola blanca
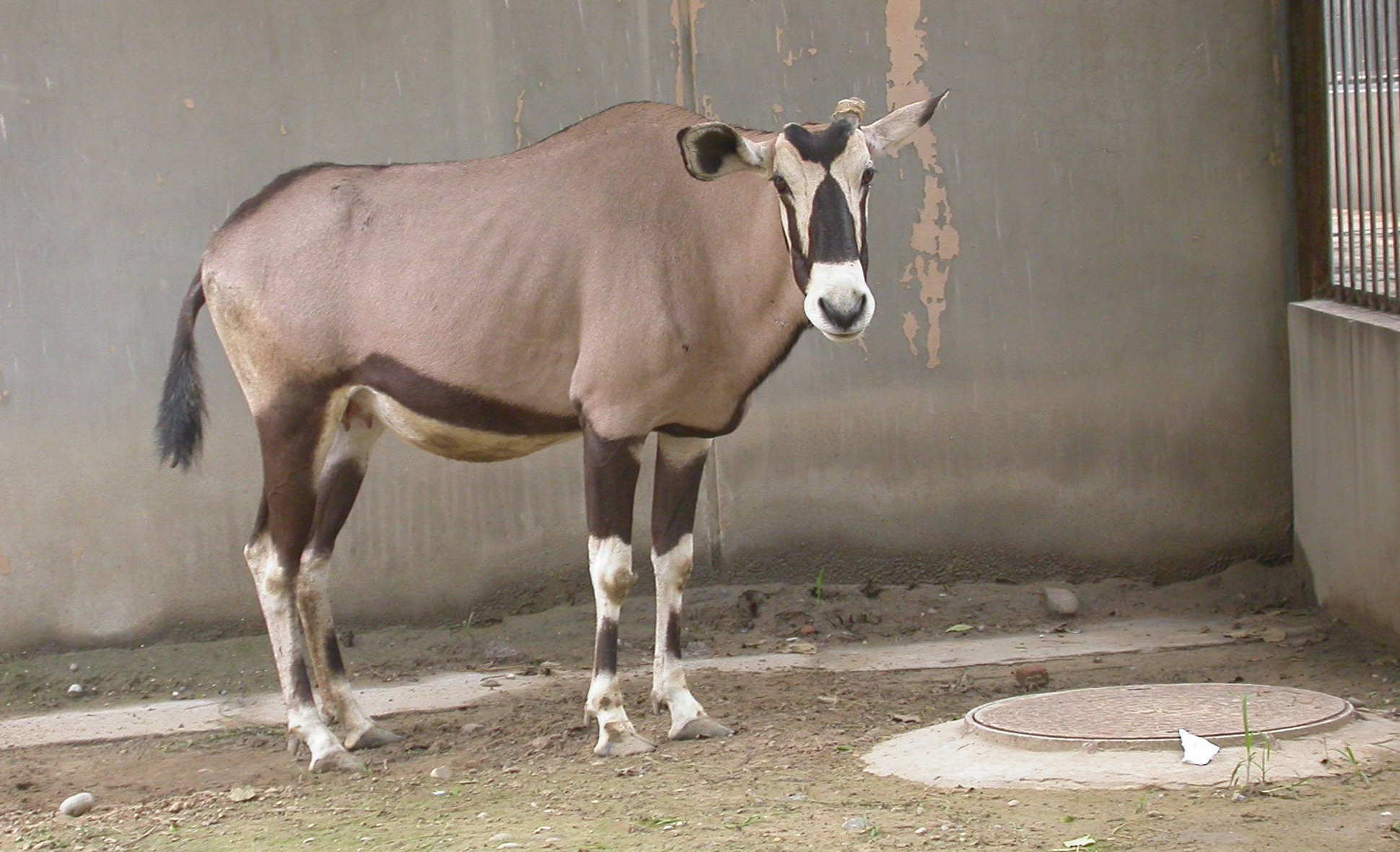
Oryx
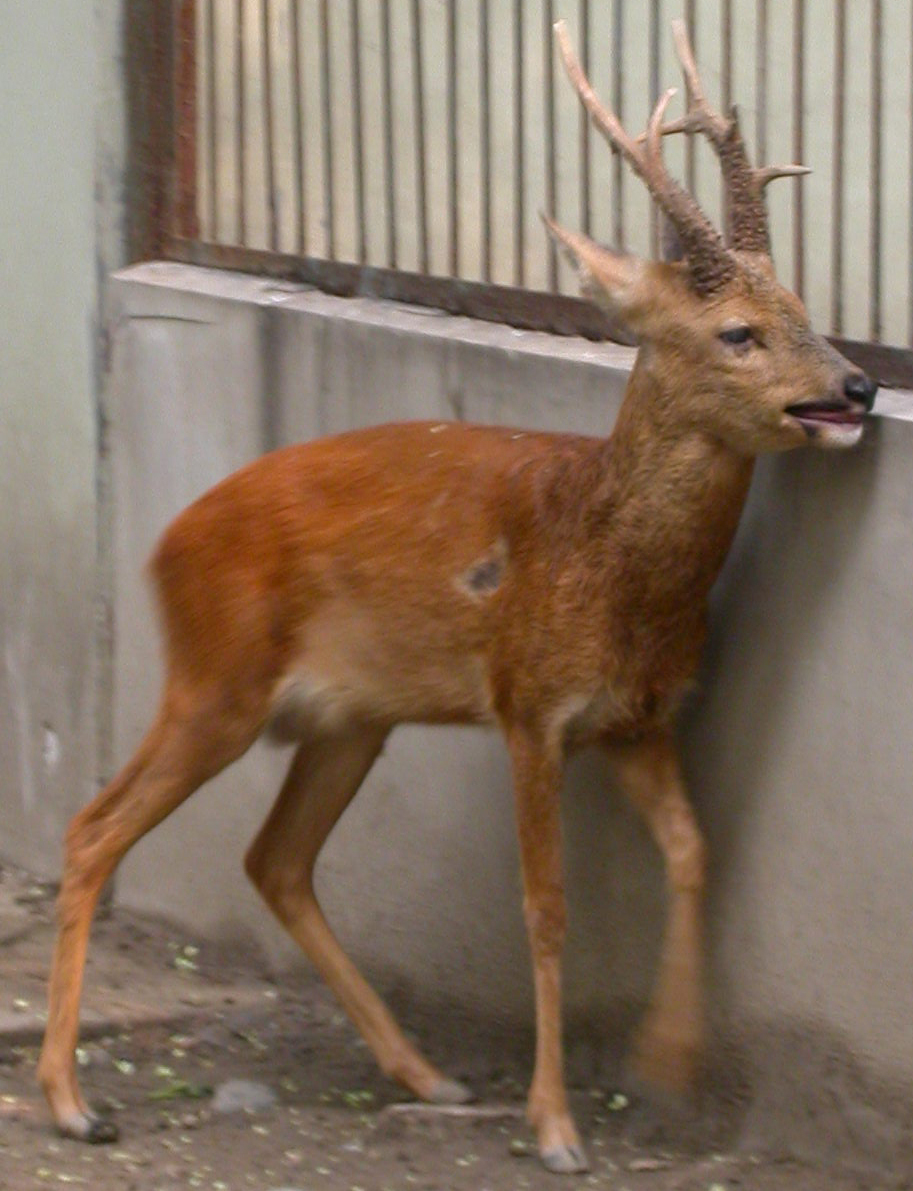
Venado Sika

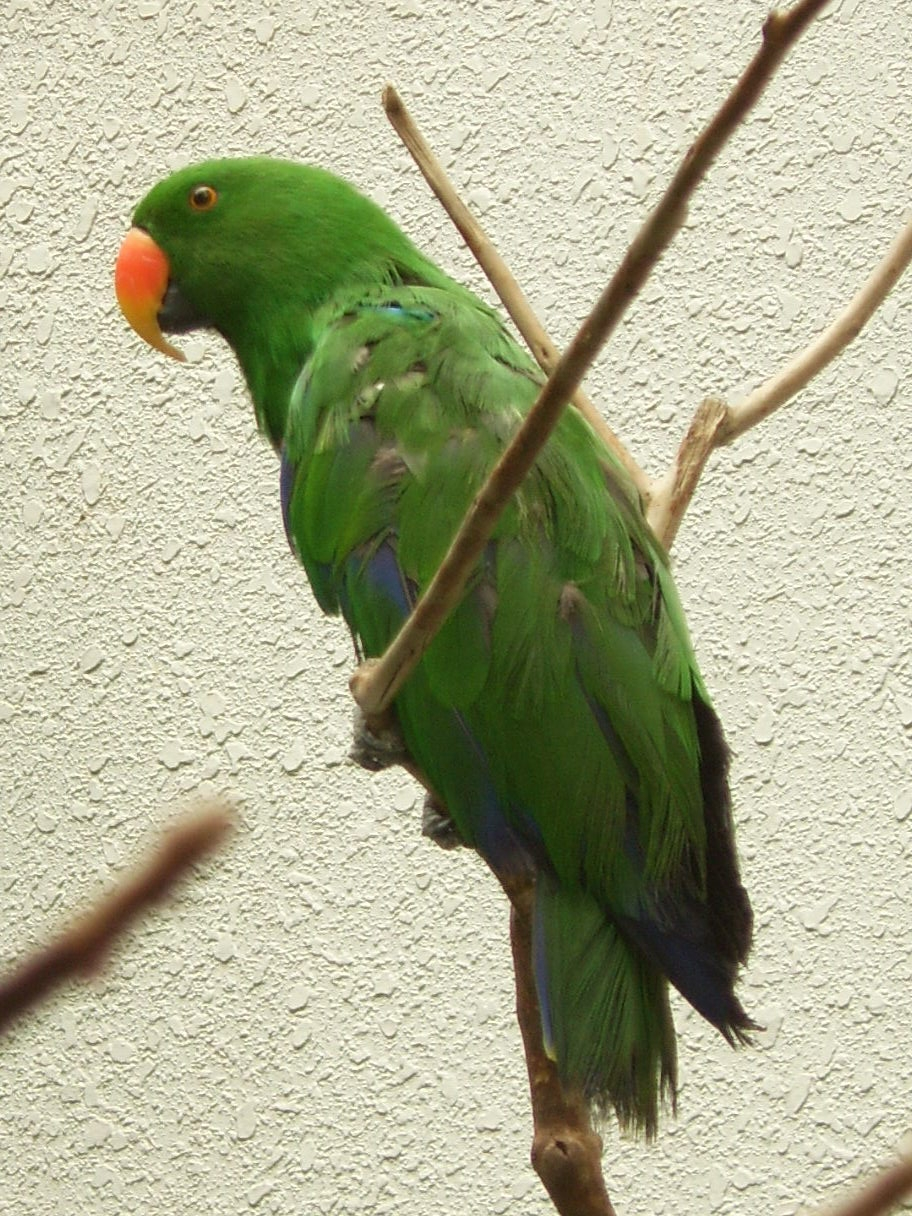
Loro
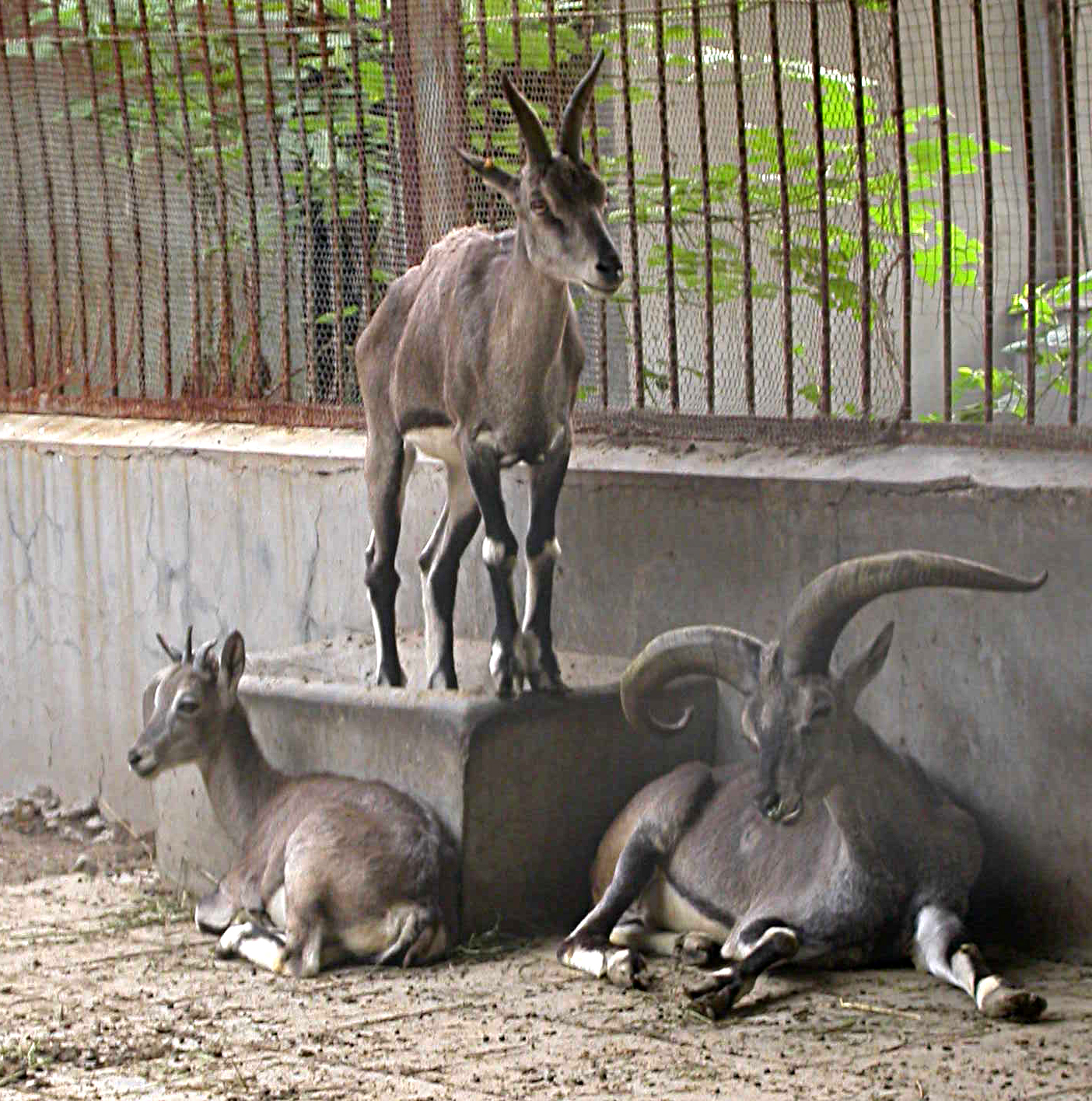
carneros
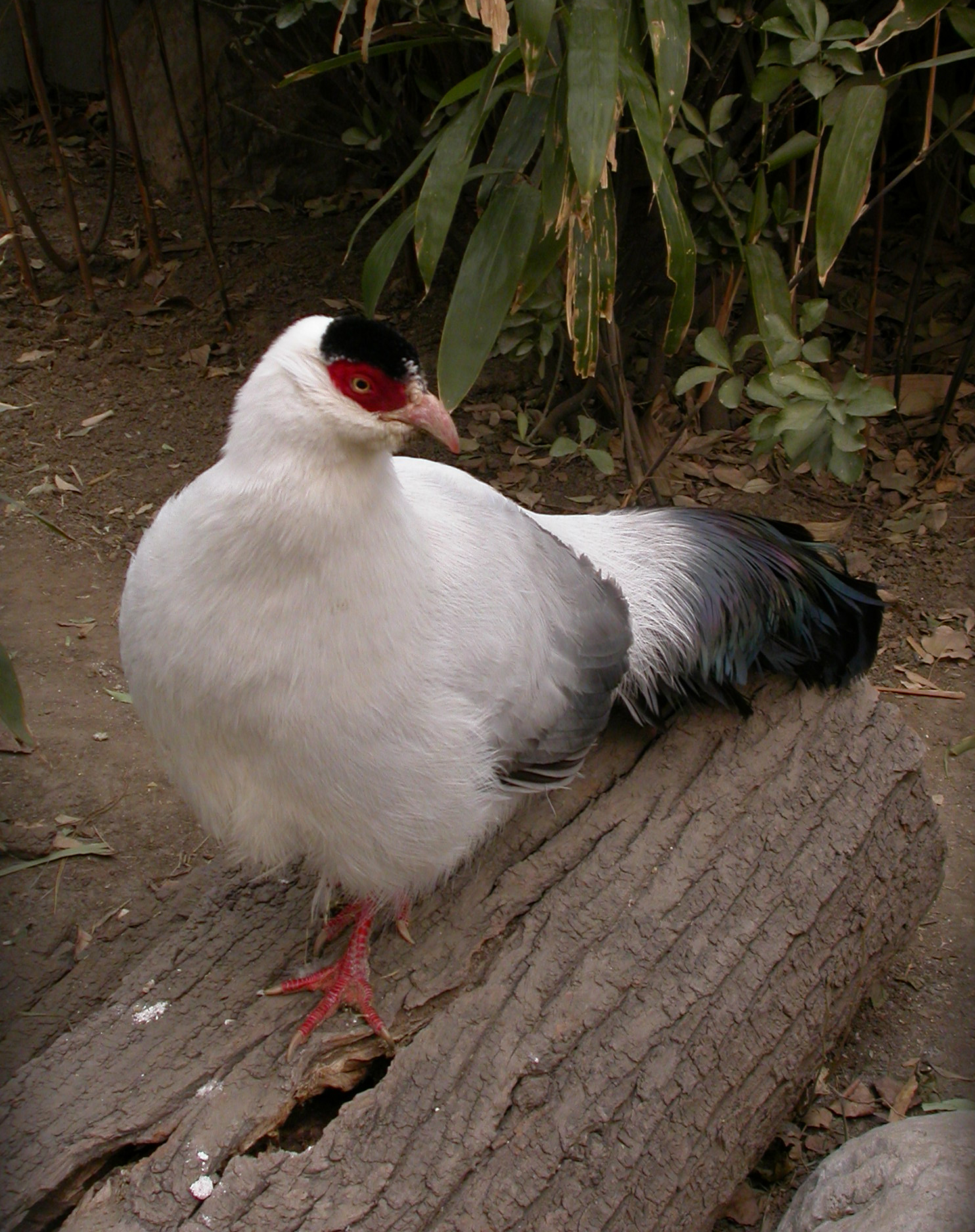
faisán blanco
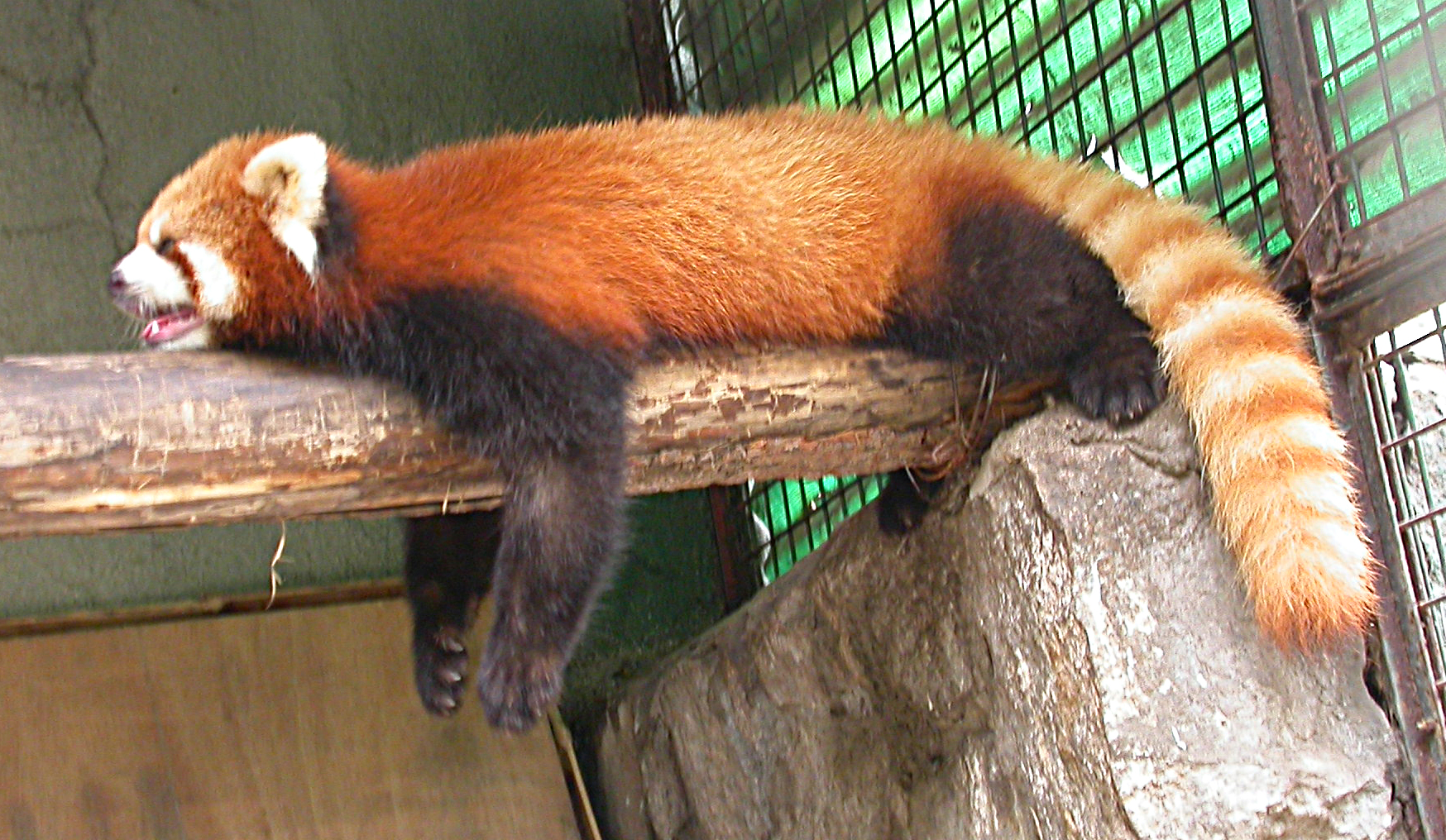
panda rojo
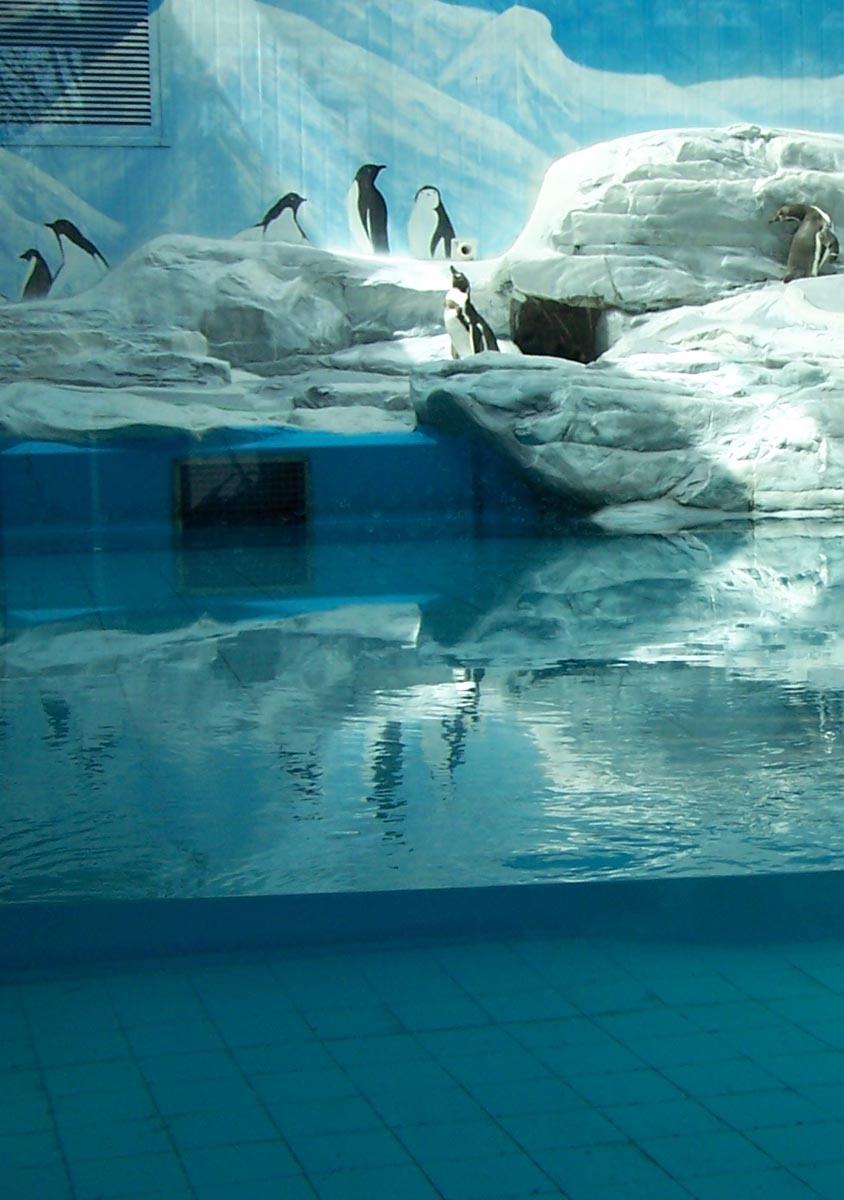
pingüinos de Humboldt
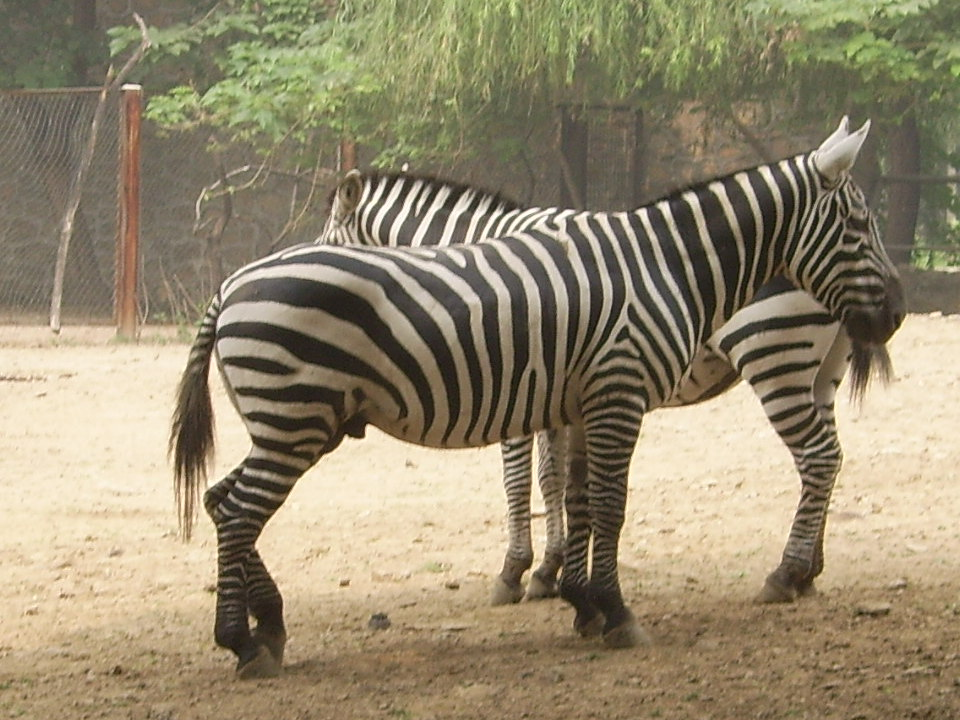
cebras